# U sjećanju odjekuju koraci (1967.)
U sjećanju odjekuju koraci, kratki film redatelja Ivana Martinca.:131, 132, 134, 137